# Delia pectinata
Delia pectinata este o specie de muște din genul Delia, familia Anthomyiidae, descrisă de Judin în anul 1974. Conform Catalogue of Life specia Delia pectinata nu are subspecii cunoscute.